# 白頭鰕虎魚
白頭鰕虎鱼，为輻鰭魚綱鱸形目鰕虎鱼科的其中一種。

## 分布
本魚分布於印度太平洋區，包括日本、約旦、臺灣、印尼、馬紹爾群島、帛琉、澳洲、關島、密克羅尼西亞、斐濟等海域。

## 特徵
本魚體延長略成圓柱狀，眼略突出，腹鰭癒合成吸盤，胸鰭寬大如扇。魚體黑色，從吻端至第一背鰭具一條白色寬縱帶，背鰭硬棘7枚，背鰭軟條9至10枚，臀鰭硬棘1枚，臀鰭軟條9枚，體長可達4.5公分。

## 生態
本魚棲息在岩礁或珊瑚外圍的沙地上，屬底棲性魚類，在沙地掘洞而居，與槍蝦互利共生，警戒心強，屬雜食性，以底藻及底棲動物為食。

## 經濟利用
可作為觀賞魚。

## 扩展阅读
維基物種上的相關：白頭鰕虎鱼